# Zhu Qinan
Zhu Qinan (xinès simplificat: 朱启南, nat al 15 de novembre de 1984 a Wenzhou) és un tirador xinès que guanyà a Atenes a la medalla d'or als Jocs Olímpics d'Estiu de 2004 a 10 m rifle i una medalla de plata als Jocs Olímpics d'Estiu de 2008 en el 10 m rifle masculí.
Zhu començava a disparar entrenament a Escola Wenzhou Sports el 1999. Des d'allà, el febrer de 2002, es feia de l'equip de tiroteig de província Zhejiang. Zhu es feia del nacional disparant a l'equip el 14 de desembre de 2003. En el moment de la seva victòria olímpica, era encara una júnior, i la seva capacitat al voltant de resultat de 599 era un rècord mundial júnior d'equalled. Repetia aquesta consecució a la Final de la Copa Mundial d'ISSF de 2004 a Bangkok, que també guanyava. Des de llavors ha guanyat unes quantes competicions de Copa Mundials d'ISSF en Carrabina d'Aire de 10 m. El seu millor resultat en Rifle de 50 m és una medalla de bronze dels 2004 Campionats asiàtics. Zhu fa 5′ 11″ d'alt i pesa 148 lliures.
| Homes Júniors | Individual | 599 | Corea del Sud · R.P. de la Xina · R.P. de la Xina | Cheon Min Ho Zhu Qinan | 24 d'abril, 2004 16 d'agost, 2004 30 d'octubre, 2004 | Atenes (GRE) Atenes (GRE) Bangkok (THA) |